# Fârdea

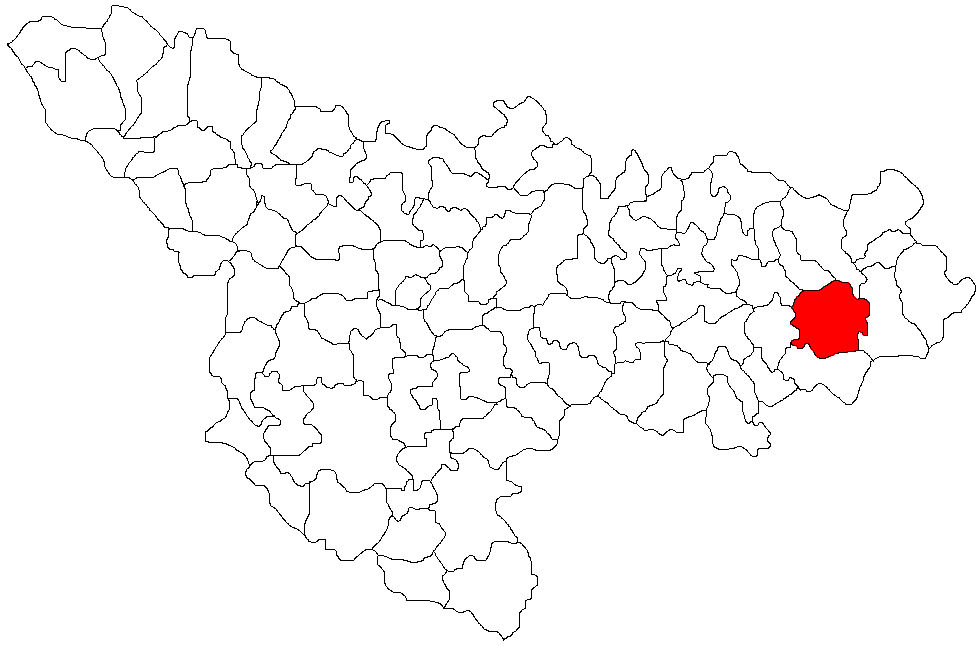
Lage der Gemeinde Fârdea im Kreis Timiș

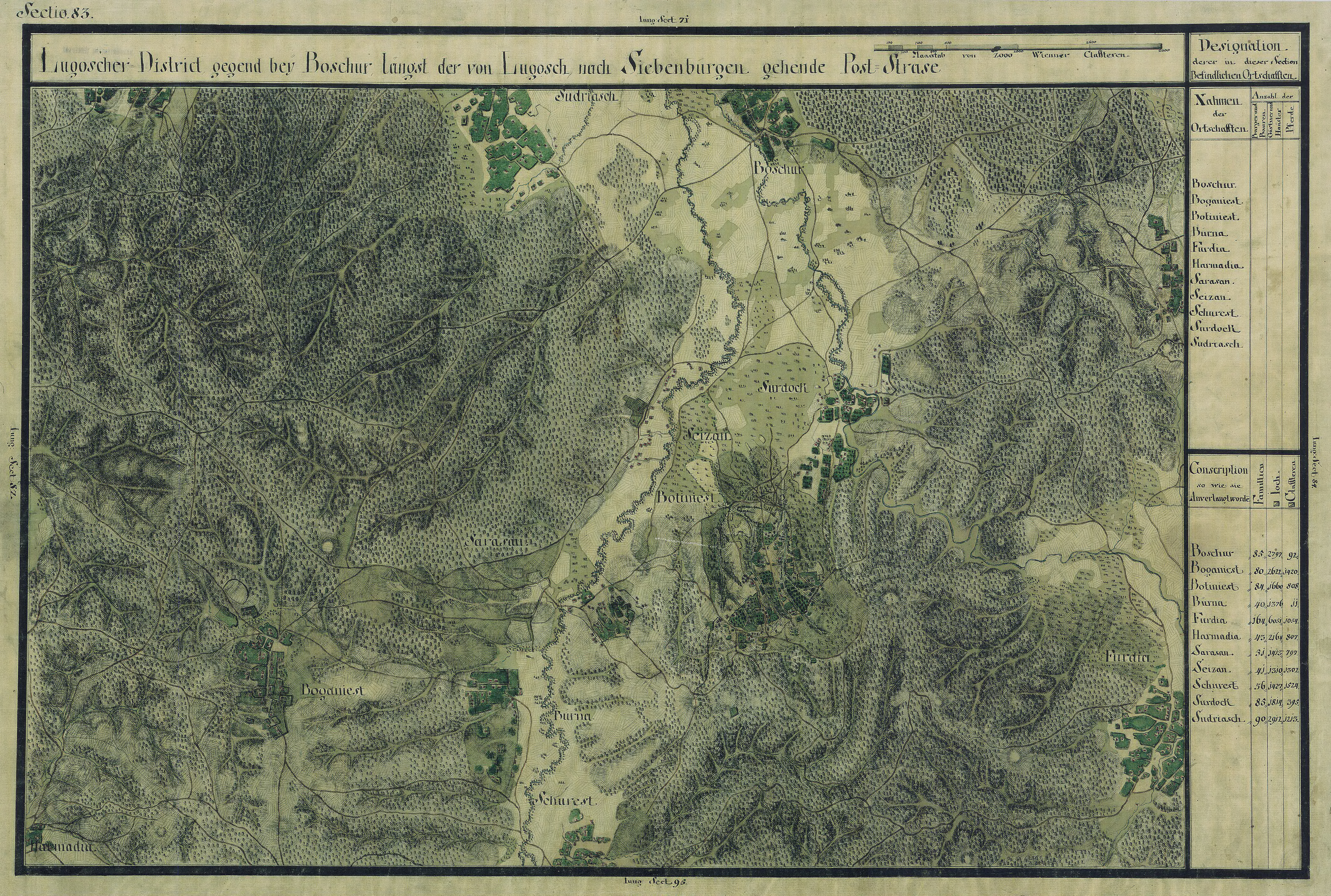
Fârdea auf der Josephinischen Landaufnahme (1769–1772)

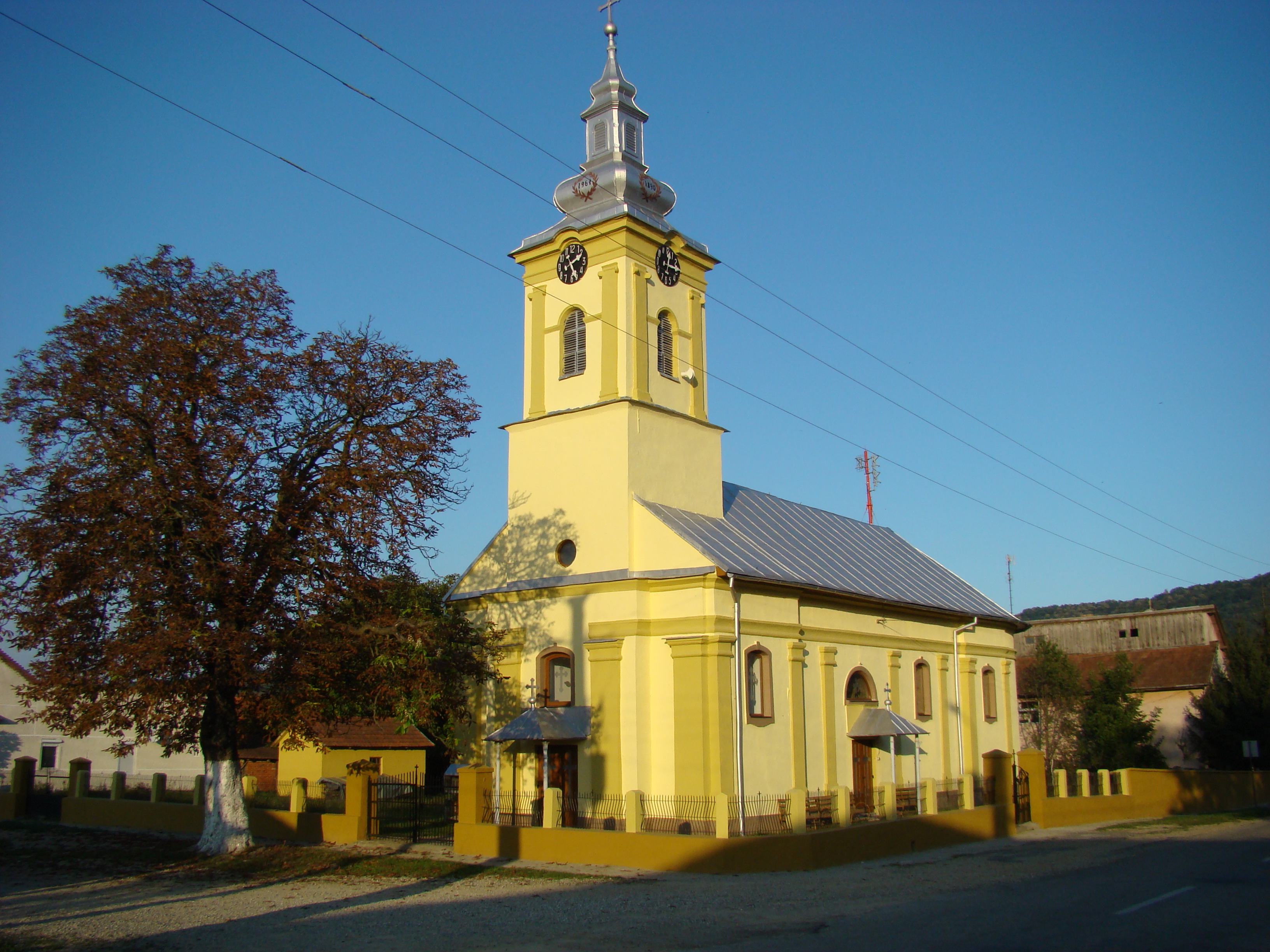
Kirche Fârdea

Fârdea (ungarisch Ferde) ist eine rumänische Gemeinde im Kreis Timiș, in der Region Banat, im Südwesten Rumäniens. Zu der Gemeinde Fârdea gehören auch die Dörfer Drăgșinești, Gladna Montană, Gladna Română, Hăuzești, Mâtnicu Mic und Zolt.

## Geografische Lage
Fârdea liegt im Osten des Kreises Timiș, im Poiana-Ruscă-Gebirge, südlich des Stausees Surduc, in 40 km Entfernung von Lugoj, 90 km von Timișoara und 18 km von Făget.

## Nachbarorte
| Stausee Surduc | Stausee Surduc                              | Mătnicu Mic          |
| Botinești      | Kompassrose, die auf Nachbargemeinden zeigt | Gladna Montană       |
| Bârna          | Hăuzești                                    | Poiana-Ruscă-Gebirge |

## Geschichte
1361 wurde der Ort erstmals in einer ungarischen Urkunde unter der Bezeichnung Turd erwähnt. Im 15. Jahrhundert tritt die Ortschaft Thwrd in Erscheinung.
Nach dem Frieden von Passarowitz (1718), als das Banat eine Habsburger Krondomäne wurde, war Fârdea Teil des Temescher Banats.
Am 4. Juni 1920 wurde das Banat infolge des Vertrags von Trianon dreigeteilt. Der größte, östliche Teil, zu dem auch Fârdea gehört, fiel an das Königreich Rumänien.

## Demografie
Die Bevölkerungsentwicklung der Gemeinde Fârdea:
| 1880 | 3271 | 3135 | 31 | 54 | 51  |
| 1910 | 3470 | 3316 | 64 | 41 | 49  |
| 1930 | 3217 | 3150 | 14 | 21 | 32  |
| 1977 | 2899 | 2781 | 2  | 2  | 114 |
| 2002 | 1919 | 1845 | 3  | 1  | 70  |
| 2021 | 1562 | 1447 | 6  | -  | 109 |